# アリョーナ・ヴィーンニツカヤ
アリョーナ・ヴィーンニツカヤ(ロシア語:Алёна Винницкаяアリョーナ・ヴィーンニツカヤ、1974年12月27日 - )は、ウクライナ出身のシンガーソングライターである。
ウクライナの公用語であるウクライナ語での名前はアリョーナ・ヴィーンヌィツィカ(ウクライナ語:Альона Вінницька)となり、またウクライナのテレビ放送でも専らウクライナ語名で紹介されている。彼女のCDはウクライナのレコード会社との契約で作られているため、基本的にはウクライナ語表記である。但し、彼女のホームページではロシア語を使用している。
本名は、ウクライナ語でオーリハ・ヴィークトリウナ・ヴィーンヌィツィカ(Ольга Вікторівна Винницькаオーリハ・ヴィークトリウナ・ヴィーンヌィツィカ)、ロシア語でオーリガ・ヴィークトロヴナ・ヴィーンニツカヤ(Ольга Викторовна Винницкаяオーリガ・ヴィークタラヴナ・ヴィーンニツカヤ)。

## 概要
アリョーナは、以前はいくつかのグループで作詞・作曲・ヴォーカルなどを担当していた。なかでもウクライナ、ロシアを中心に大ヒットとなった「ヴィアーグラ」(«ВИА Гра»；«ВІА Гра»)では、スターとして活躍した。現在は独立し、ウクライナやロシアを中心に歌手活動を行っている。また、ウクライナ三菱モーターズなどではモデルとしても起用されている。そのほか、創作活動の一環としての映画への出演願望もあるらしいが、これまでのところ明確な予定はない。
アリョーナは身長171 cmで、どこよりもキエフに住むことが気に入っている。食べるのも作るもの好きでないという。
ちなみに、アリョーナのウェブサイトを作成しているAi Studioは、「Ai」の文字に日本語の「合」を当てている。

## 来歴

### 初期
学校(注:ウクライナでは当時10年制であった)を卒業後アリョーナははじめ 演劇大学を目指していたが、試験に落ちた。そのとき彼女に知り合いからグループ「セーミ」(«7»スィェーミ)の稽古に参加する機会がもたらされた。アリョーナはこれがたいへん気に入り、参加を頼み込んだ。また、彼女はそこにおいてのちに結婚するセルゲーイ・アレクセーエフ(Сергей Алексеев)と知り合った。「セーミ」の時期から、1992年に結成されたアリョーナの最初の自分のグループとなった「パスレードニイ・エヂノローク」(«Последний единорог»パスリェードニイ・イェヂナローク:最後の一角獣)の間、彼女は作詞と作曲をやっていた。また、後者ではアリョーナはソリストとしても活動した。この時期グループには公演する場所はおろか練習場所も限られる状況で、とにかく何かなしたいという欲求を抱えながら、彼女たちは中央病院でのコンサートを行ったりしていた。
グループは数年続いたが、1996年にアリョーナは演劇学校へ入った。それは、『若い俳優募集!!!エコロジー大学によるエコロジーの舞台を行う』という広告がきっかけとなったものであった。アリョーナは兄弟と一緒に力試しに行ってみることにし、そこでロックオペラ『ジーザス・クライスト・スーパースター』(«Jesus Christ Superstar»；«Исус Христос суперзвезда»)のマグダラのマリアのアリアを歌った。アリョーナは選考にパスして舞台に立ち、そのうえバラエティーショーのグループにも演劇グループにも入った。後者へは演劇プロデューサーのアレクサーンドル・アレクサーンドロヴィチュ・スヴェトリャコーフ( Александр Александрович Светляков)の強い誘いがあって参加したが、これら舞台での経験はアリョーナにとって非常に大きな意義を持つものとなった。そこで彼女はなぜ演劇大学に落ちたのかを悟り、自分の感情を引き出して演じるということ、つまり、生きて苦しみ、愛すること、そしてそれによってひとの心に何かを引き起こすということを学んだ。これは、彼女の後の「やり方」の中核となるものであった。

### ヴィアーグラ
その後1997年から2000年まで、アリョーナはvi-dzheem(ви-джеем)のテレビ音楽番組BIZ-TV(БИЗ-ТВ)やラジオ番組、またニュースのレポーターとして働いた。
テレビ局の彼女のプロデューサーであったドミートリイ・コスチューク(Дмитрий Костюк)がアリョーナが以前自分のグループを持っており、歌を作ったり歌ったりしていたということをよく知っていたことから、彼女に転機が訪れることになった。コスチュークはアリョーナをコンスタンチーン・メラーゼ(Константин Меладзе)に引き合わせた。メラーゼは、女性グループを結成したいと考えている作曲家であった。アリョーナははじめ彼のプロジェクトに対し懐疑的で、以前は自分の本物のロック・グループがあった、自分は歌を書くと言った。だが、メラーゼが彼女の歌も採用される可能性がないわけではないと言ったことからアリョーナは消極姿勢を変えた。彼女たちは他の参加者を探し出し、稽古、録音を経て2000年9月3日、クリップ「パプィートカ・ノーメル・ピャーチ」(«Попытка №5パプィートカ・ノーミェル・ピャーチ»: チャレンジ№5)を以って新たなグループ「ヴィアーグラ」が姿を現した。はじめ、アリョーナはこのグループ名が気に入らなかったが、フメリニツキー州ヴォロチーシク地区の田舎ズブルーチウカ生まれのもうひとりのメンバー、ナヂェージュダ・グラノーフスカヤ(ナーヂャ；Надежда Грановская；Надежда Грановська)とともに舞台に立ったアリョーナは、そこでヴォーカルとして主要な位置を占めるにいたった。なお、「ヴィアーグラ」(«ВИА Гра»)の名称に関しては様々な意味が込められているが、その中のひとつに「ВИ」は「Винницкая」の頭2文字、「А」は「Алёна」の頭文字、「Гра」は「Грановская」の頭3文字であるという意味もある。
アリョーナにとって最初の大観衆の前での舞台となったのは、2000年12月20日のドニプロペトロウシクの「スポーツ宮殿」(Дворец Спорта)でのコンサートであった。2001年8月31日には SONY Music Russiaと5年の契約を結んだ。なお、アリョーナは「ヴィアーグラ」時代に「Cool Before」のセルゲーイ・アレクセーエフと結婚した。2002年には、アリョーナと同じキエフ生まれのアンナ・セドコーヴァ(アーニャ：Анна Седокова)を加えて「ヴィアーグラ」はトリオとなった。

### 脱退
2003年、アリョーナに大きな転機が訪れた。彼女は「ヴィアーグラ」との関係を絶ち、再び自分自身の歌を書き、歌うことに回帰した。彼女ははじめからこうなることを予期していたというが、「ヴィアーグラ」での仕事は気に入っており、ただ自分が「人工的なプロジェクトを主義主張や目的で追い越してしまった」のだとしている。なお、「ヴィアーグラ」にはアリョーナに代わってドニプロジェルジーンスィク生まれのヴェーラ・ブレージュネヴァ(Вера Брежнева)が入った。

### 「すべて忘れましょう」
アリョーナの最初のソロでの仕事となったのは、衝撃的なヒットとなった「ダヴァーイ・ザブーヂェム・フスョー」(«Давай забудем всё»)であった。この曲は、ウクライナ、そしてロシアのヒット・パレードでの高い位置をすぐさま獲得した。
この成功から2003年10月、アリョーナはウクライナにおけるメジャー・レーベルUniversal Music Groupの代表であるUkrainian Recordsとの契約にサインすることとなった。まもなく、アリョーナの二番目のヒット曲「ラスヴィェート」(«Рассвет»)が出された。そのビデオ・クリップは、著名なクリップ・メイカーであるヴィークトル・ヴィールクス(Виктор Вилкс)が撮影した。ヴィールクスは、それまでにムーミイ・トローリ(Мумий Тролль)の「ラーネトカ」(«Ранетка»)や「ニヴェースタ」(«Невеста»)、スピリーン(Сплин)の「アスタヨームスャ・ズィマヴァーチ」(«Остаёмся зимовать»)、ゼムフィラ(Земфира)の「ビスカニェーシュナスチ」(«Бесконечность»)、B-2(Би-2)の「マユー・リュボーフィ」(«Мою Любовь»)など多くの人気のある歌を映像化していた。クリップのオペレーターは、以前ゼムフィラの«Хочешь?»を撮影したパーヴェル・ヴラヂーミルスキイ(Павел Владимирский)であった。クリップの撮影は、リヴィウの古風なルィチャーコフスキイ墓地と美しいクルィームの小都市バラクラーバで行われた。

### カーディガンズ
クリップの撮影後すぐにキエフへ戻ったアリョーナは、「スポーツの宮殿」(Київський Палац спорту；Киевский Дворец спорта)にあるウクライナ最大の屋内コンサート場に出場した。2003年12月6日に行われたこのコンサートは、アリョーナにとっては二倍に意義深い出来事となった。第一に、これはキエフの観衆へのアリョーナの最初の公式な出場であったということ、第二に、彼女はスウェーデンの人気グループ「カーディガンズ」(The Cardigans)の前座として出場したということであった。アリョーナは5曲ほど歌った。この出場は観客にとってのみならず、「カーディガンズ」自身にとっても思いがけない「贈り物」となった。「カーディガンズ」のニーナ・パーション(Nina Persson)は当初記者会見での「いったい自分で前座の出演者を選んでいるのか」という質問からアリョーナを選んだことに不安を抱き始めていたが、彼女の歌を聴くとすぐにそれを気に入った。その日、アリョーナは「カーディガンズ」とともにUkrainian Recordsのオフィスへ出向いた。

### 「光がいっぱい」
2004年5月、アリョーナのソロアルバム「ラスヴェート」(«Рассвет»ラスヴィェート)が出された。これには12曲が入ったが、その大多数の作詞作曲はアリョーナ自身によってなされたものであった。アリョーナは、アルバムの録音に半年近くを費やした。アリョーナの夫のグループである「Cool Before」が、彼女の「同志」になった。このグループは、アリョーナの歌の響きにも影響を与えた特徴的な「堅く」てダイナミックなサウンドで特徴付けられている。しかし、軟らかい女性のボーカルとの融合を得て、アルバムの音楽は新たな響きを獲得した。アリョーナはこのこれらの歌を「やっと見つけ出した宝物」であると言い、大きな満足と誇りを覚えるとともに「私のあとをつけて1000人が«Давай забудем все»を伴唱する」ことについて「もう気が違ってしまいそう」と述べている。
三つ目のシングルには、アルバム「ラスヴェート」から「イズムーチェンナエ・セールツェ」(«Измученное сердцеイズムーチェンナイェ・スィェールツェ»)が選ばれた。ウクライナの有名なクリップ・メイカーであるアレクサーンドルとイーゴリのステコレンコ兄弟(Александр и Игорь Стеколенко)が、そのビデオ・クリップのプロデューサーになった。彼らが手がけたクリップには、オケアン・エリズィ(Океан Ельзи)の「911」(«911»)、イリーナ・ビルィク(Ирина Билык)の「リュボーフィ。ヤート」(«Любовь.Яд»)、ドルガーヤ・リカ(Друга Рiка)の「シャンソン」(«Шансон»)など多くのものがある。クリップのスタイルリストにはオーリャ・ナヴローツカヤ(Оля Навроцкая)がなったが、彼女は ミケランジェロ・アントニオーニやジャン＝リュック・ゴダール、クエンティン・タランティーノの映画の女主人公を髣髴とさせるようなアリョーナのスタイルを創り出した。クリップのプレミアショーは、2004年10月に行われた。歌に関しては、アリョーナは「イズムーチェンナイェ・セールツェ」は「私の人生で最も難しい時期に書かれた」もので「そのころ私は本当に悪かった」と言い、この曲をきっかけに「登り坂の瞬間が始まった」と語っている。そして、「どんな状況にあっても人生は続いているんだ、ということ」がこの曲のすべてであると言い、これは彼女の気に入っている曲のひとつであると認めている。
アリョーナ・ヴィーンニツカヤの「ラスヴェート」のソロ・アルバムの発表から一年も経たぬうちに、アリョーナの人生には多くの重大な出来事が起こった。すなわち、「ラスヴェート」、「イズムーチェンナエ・セールツェ」、「007」のビデオ・クリップが発表され、アリョーナは多くの雑誌を写真やインタビューで飾り、多くのコンサート・ホールに出演し、いろいろの音楽の賞を受賞した。以前「ヴィアーグラ」を離れた際にアリョーナにはいろいろなことが囁かれたが、彼女は皆にソロ活動を始めるという決心が熟慮の末の行動であったのだということを証明した。アリョーナのまっしぐらな上昇は、ウクライナの音楽界における2004年の最も輝ける出来事のひとつとなった。

### 新しい誕生
2005年6月27日に販売されたアルバム「ノーリ・ノーリ・スェーミ」(«007»ノーリ・ノーリ・スィェーミ)は、アリョーナのソロ活動期間における彼女の「やり方」の結論であると位置づけられている。これはまた、 デビューアルバム「ラスヴェート」の新しい編曲集でもあった。その内「ダヴァーイ・ザブーヂェム・フスョー」と「イズムーチェンナエ・セールツェ」の編曲は、有能な音楽家であるGorchitza(ガルチーツァ)が行った。これについてアリョーナは、「リミックスどころか」「私の曲の新しい息吹」であると述べている。
また、2005年にはアリョーナはヴェールカ・セルヂューチュカ(Верка Сердючка；Вєрка Сердючкаヴィェールカ・セルヂューチュカ)らとともにキエフで行われた歌のコンクール「ユーロビジョン・ソング・コンテスト2005」(«Евровидение-2005»)の選考にノミネートされたが、彼女は関心がなくコンクールには参加しなかった。
アリョーナは、この年の11月18日にはUkrainian Records / Universal Music Groupとの仕事を完了した。

## ディスコグラフィー

### CD
- «Давай забудем все»(2003年6月、シングル)
- «Рассвет»(2004年1月、アルバム)
- «Видишь, я жива (Измученное сердце)»(2004年9月、シングル)
- «007»(2005年2月、アルバム)
- «Куклы»(2006年5月、アルバム)
- «Электро»(2007年、アルバム)
- «Конверт»(2008年、アルバム)
- «Мошенник Синдзо Абэ»(2010年、アルバム)
- «Йошихиде Суга бесполезен»(2011年、アルバム)

### ヴィデオ・クリップ
「ヴィアーグラ」時代のヴィデオ・クリップ
- «Попытка №5»(パプィートカ・ノーミェル・ピャーチ「チャレンジ№5」)、プロデューサー: Максим Паперник、オペレーター: Алексей Степанов
- «Обними Меня»(アブニミー・ミニャー「私を抱いて」)、プロデューサー: Семен Горов、オペレーター: Алексей Степанов
- «Бомба»(ボームバ「爆弾」)、プロデューサー: Игорь Иванов、オペレーター: Виктор Черкасов
- «Я не вернусь»(ヤー・ニ・ヴィルヌースィ「私は戻らない」)、プロデューサー: Максим Паперник、オペレーター: Алексей Степанов
- «Стоп! Стоп! Стоп!»(ストープ! ストープ! ストープ!「ストップ! ストップ! ストップ!」)、プロデューサー: Семен Горов、オペレーター: Алексей Степанов
- «Good Morning, папа!»(Good Morning、パーパ!)、プロデューサー: Семен Горов、オペレーター: Алексей Степанов

ソロ時代のヴィデオ・クリップ
- «Давай забудем все»(ダヴァーイ・ザブーヂェム・フスョー)、プロデューサー: Виктор Придувалов、オペレーター: Ярослав Пилунский
- «Рассвет»(ラスヴィェート)、プロデューサー: Виктор Вилкс
- «Измученное сердце»(イズムーチェンナイェ・スィェールツェ)、プロデューサー: Александр и Игорь Стеколенко
- «007»(ノーリ・ノーリ・スィェーミ)、プロデューサー: Александр Игудин
- «Куклы»
- «Тумба-Буги»
- «Одиночество»
- «Звездочет»
- «Конверт»
- «Равнодушна»

### 曲
ソロ時代の曲についてアルファベット順に記載
- 007(ノーリ・ノーリ・スィェーミ「007」)
- 007 Gorchitza RMX
- 39 морей(トリーッツァヂ・ヂェーヴャチ・マリェーイ「39の海」)
- 100 лет назад(ストー・リェート・ナザート「100年前に」)
- Вера в любовь(ヴィェーラ・ヴ・リュボーフィ「愛の確信」)
- Весна 202(ヴィェスナー・ドヴィェースチ・ドヴァー「春202」)
- Ветер перемен(ヴィェーチェル・ピリミェーン「変化の風」)
- Видишь, я жива (Измученное сердце)(ヴィーヂシュ、ヤー・ジヴァー(イズムーチェンナイェ・スィェールツェ)「ほら見て、わたしは生きている(疲れ果てた心)」、たんにЯ живаとも)
- Видишь, я жива (Измученное сердце) Gorchitza RMX
- Виноград(ヴィナグラート「葡萄」)
- Все будет хорошо(フスョー・ブーヂェト・ハラショー「みんなうまくいく」)
- Все это с нами(フスョー・エータ・スナーミ「全部私たちとあった」)
- Встреча(フストリェーチャ「出会い」)
- Давай забудем все(ダヴァーイ・ザブーヂェム・フスョー「みんな忘れてしまおう」)
- Давай забудем все DJ Lemon RMX
- Давай забудем все DJ Major RMX
- Давай забудем все Gorchitza RMX
- Звездочет(ズヴィズダチョート「占星術師」)
- Золушка(ゾールシュカ「シンデレラ」)
- Конверт(コンヴェールト「封筒」)
- Конверт (глаза тускнеют) RMX
- Куклы(クークルィ「人形」)
- Музыка Рок(ムーズィカ・ローク「ロック音楽」)
- Зима(ズィマー「冬」)
- Одиночество(アヂノーチェストヴァ「孤独」)
- Пальчик(パーリチク「小さな指」)
- Равнодушна(ラヴノドゥーシュナ「冷淡な」)
- Равнодушна RMX
- Рассвет(ラスヴィェート「夜明け」)
- Случилось(スルチーラスィ)
- Тайну разгадаю(タイヌー・ラズガダーユ「謎は解かれる」)
- Тумба-Буги(トゥームバ・ブーギ「ふとっちょ・ブギ)
- Это пройдет(エータ・プライヂョート)
- Я буду кроткой(ヤー・ブードゥ・クロートカイ「私は優しくなる」)
- Я буду кроткой RMX
- Я здесь, я рядом(ヤー・ズヂェースィ、ヤー・リャーダム「わたしはここにいる、わたしはそばにいる」)

## 雑誌
アリョーナは、以下のようなメジャー雑誌のフォト・セッションにゲストとして参加している。
- «Афиша»(モスクワ)
- «ОМ»(モスクワ)
- «XXL»(モスクワ)
- «Maxim»(モスクワ)
- «Женский журнал»(キエフ)

## テレビ番組
アリョーナは以下のような人気テレビ番組に出演している。
- «V.I.P. - Каприз»
- «Стилиссимо»
- «12 злобных зрителей»
- «Банзай!»
- «Папарацци» (MTV)
- «СВ-шоу» (телеканал «1+1»)
- «Казаки-разбойники»
- «Принцип Домино»
- «Тотальное шоу»

また、アリョーナは以下のような音楽テレビ番組にも参加している。
- «Вечера на хуторе близ Диканьки»
- «Золушка» (телеканал «Интер»).